# Косьцельна-Весь (Нижньосілезьке воєводство)
Косьцельна-Весь (пол. Kościelna Wieś) — село в Польщі, у гміні Венґлінець Зґожелецького повіту Нижньосілезького воєводства.
Населення — 253 особи (2011).
У 1975-1998 роках село належало до Єленьоґурського воєводства.

## Демографія
Демографічна структура станом на 31 березня 2011 року:
|          | Загалом | Допрацездатний вік | Працездатний вік | Постпрацездатний вік |
| -------- | ------- | ------------------ | ---------------- | -------------------- |
| Чоловіки | 126     | 29                 | 90               | 7                    |
| Жінки    | 127     | 26                 | 78               | 23                   |
| Разом    | 253     | 55                 | 168              | 30                   |